# Festival da Canção 2018
Das Festival da Canção 2018 fand vom 18. Februar bis einschließlich 4. März 2018 statt und war der portugiesische Vorentscheid für den Eurovision Song Contest 2018 in Lissabon (Portugal). Es war die 51. Ausgabe des von der portugiesischen Rundfunkanstalt RTP veranstalteten Wettbewerbs.

## Format

### Konzept
Nachdem Portugal den Eurovision Song Contest 2017 gewonnen hatte, entschied man sich dem klassischen Vorentscheid Festival da Canção treu zu bleiben. Insgesamt wurden 26 portugiesische Komponisten eingeladen, jeweils ein Lied für den Vorentscheid zu komponieren. Am 25. Oktober 2017 wurden diese in zwei Halbfinale mit jeweils 13 Teilnehmern aufgeteilt. Aus jedem Halbfinale werden sich am Ende die sieben besten Beiträge für das Finale am 4. März 2018 qualifizieren. Im Finale treten somit 14 Beiträge an, wovon der mit den meisten Stimmen am Ende gewinnt und damit Portugal beim ESC 2018 vertreten wird.

### Beitragswahl
Anders als bei anderen Vorentscheiden, lädt RTP jeweils portugiesische Komponisten ein, die ein Lied für einen Künstler komponieren werden. Bei der Wahl der 26 Komponisten wurden 22 davon vom Sender RTP eingeladen, einer über das Programm Master Class von Antena 1 ausgewählt, zwei über eine öffentliche Auswahl und einer vom portugiesischen ESC-Sieger von 2017 Salvador Sobral. Die Komponisten durften dann ihre Sänger selbst auswählen und hatten bei der Komposition auch freie Sprachwahl. Erlaubt waren allerdings nur portugiesische Sänger.

### Moderation
Am 18. Januar 2018 stellte RTP die sechs Moderatoren vor, die den Wettbewerb moderieren werden. Jeweils zwei moderieren eine Sendung. Das erste Halbfinale wird demnach von Jorge Gabriel & José Carlos Malato moderiert, das zweite von Sónia Araújo & Tânia Ribas de Oliveira und das Finale von Filomena Cautela und Pedro Fernandes.

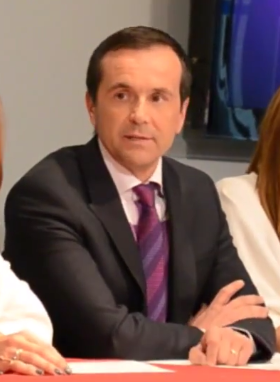
Jorge Gabriel
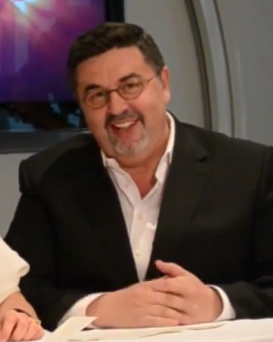
José Carlos Malato
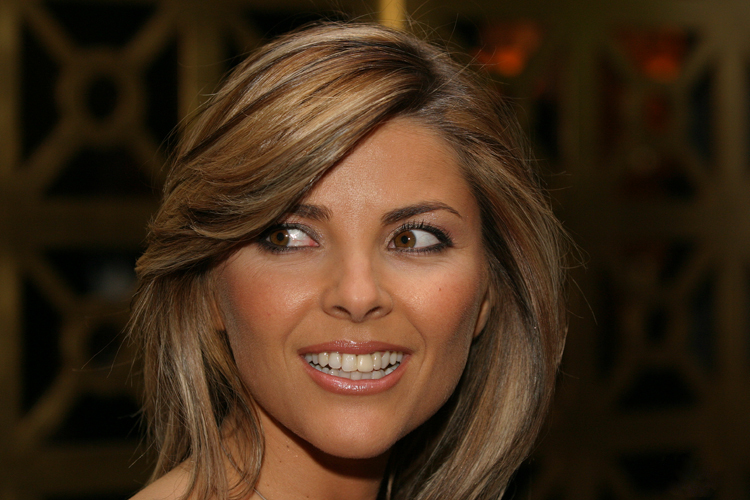
Sónia Araújo
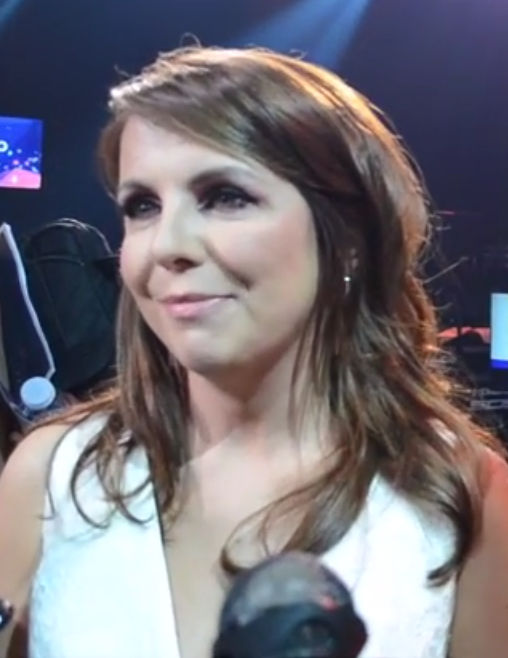
Tânia Ribas de Oliveira
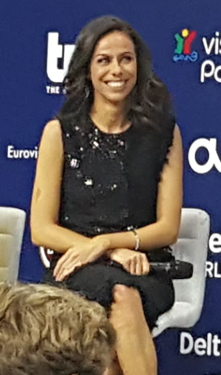
Filomena Cautela
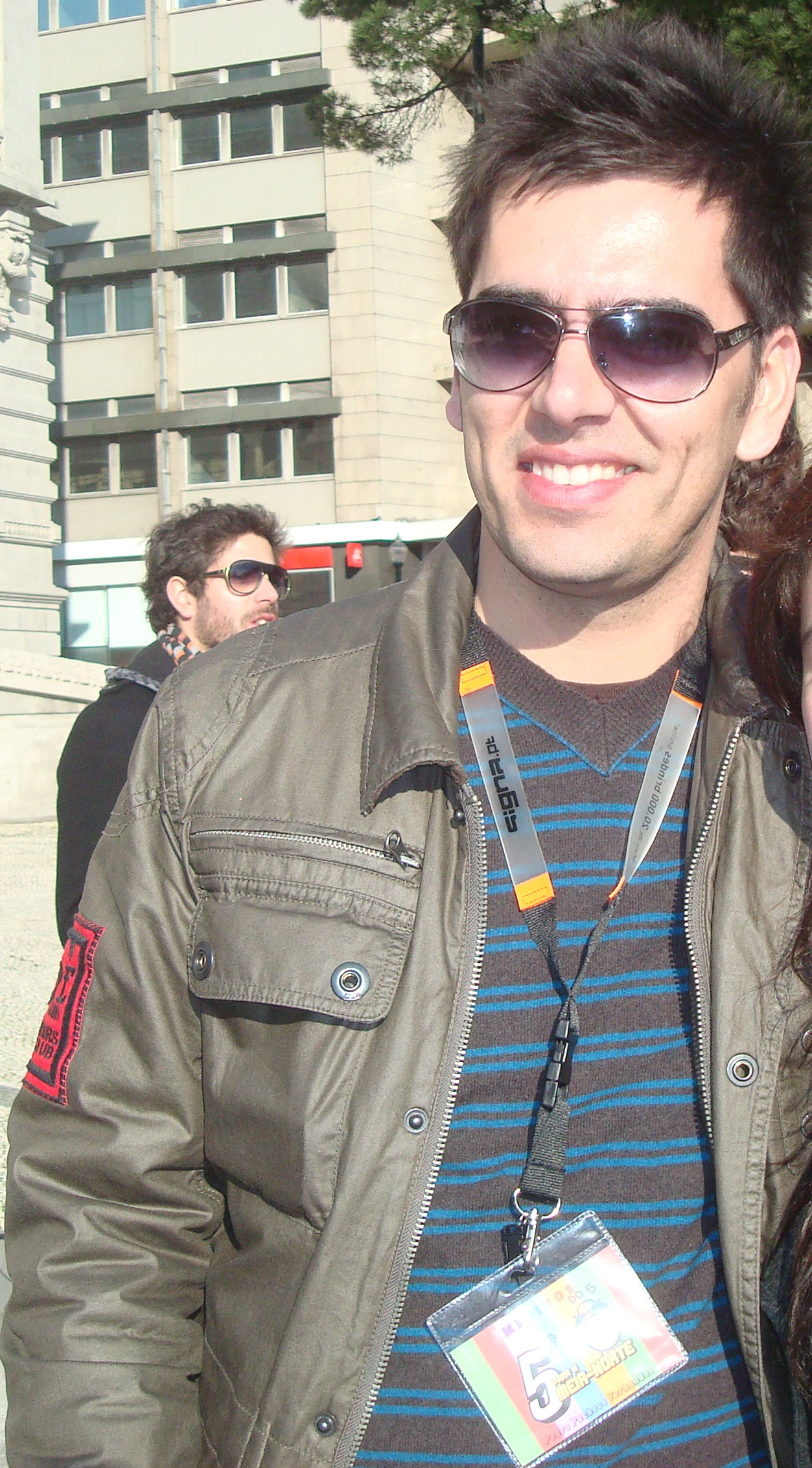
Pedro Fernandes

### Jury
Die Jury bestand aus insgesamt neun Juroren, die für 50 % des Gesamtergebnisses verantwortlich waren. Sie bestand aus: Júlio Isidro (Jurypräsident), Ana Bacalhau, Ana Markl, António Avelar de Pinho, Carlão, Luísa Sobral, Mário Lopes, Sara Tavares und Tozé Brito.

## Teilnehmer
Am 25. Oktober losten die Komponisten jeweils ihre Startreihenfolge aus und damit auch, im welchen Halbfinale sie letztendlich teilnehmen werden. Jeweils 13 Teilnehmer nehmen pro Halbfinale teil, die am 18. Januar 2018 vorgestellt wurden. Unter ihnen sind zwei Rückkehrer. José Cid vertrat bereits 1980 und 1998 Portugal beim ESC, während Anabela Portugal 1993 bereits vertrat.

## Halbfinale

### Erstes Halbfinale

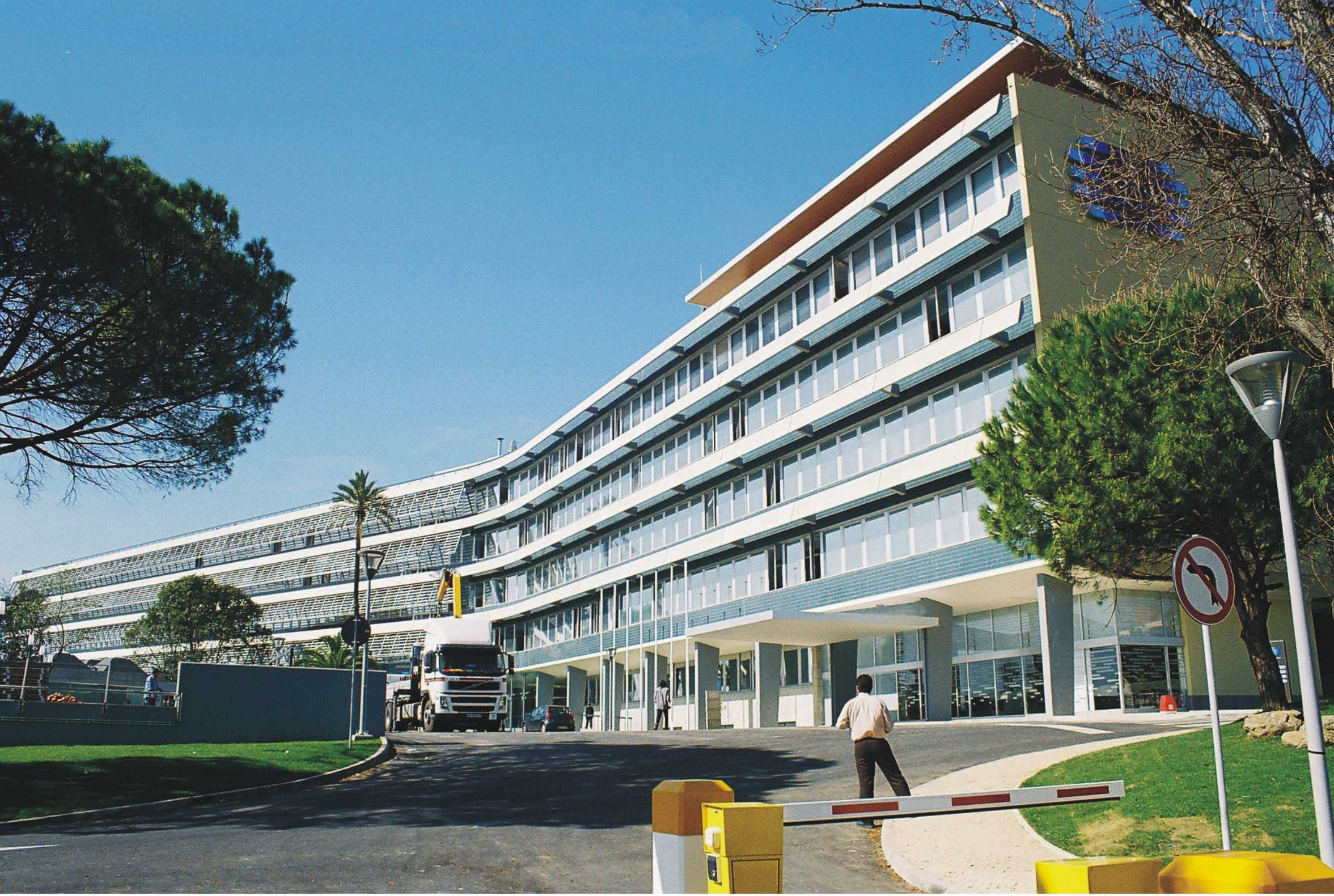
RTP Studio Lissabon

Das erste Halbfinale fand am 18. Februar 2018, 21:00 Uhr (UTC) im RTP Studio 1 in Lissabon statt. Jorge Gabriel und José Carlos Malato moderierten die Sendung. Die vier bestplatzierten Interpreten qualifizierten sich für das Finale. Am 19. Februar 2018 verkündete RTP, dass es während der Abstimmungsphase zu einem Fehler gekommen sei und das Endergebnis korrigiert werden musste.
| Platz | Startnr. | Interpret         | Lied Musik (M) und Text (T)                                         | Sprache       | Übersetzung (inoffiziell)                        | Punkte | Punkte    | Punkte |
| Platz | Startnr. | Interpret         | Lied Musik (M) und Text (T)                                         | Sprache       | Übersetzung (inoffiziell)                        | Jury   | Zuschauer | Gesamt |
| ----- | -------- | ----------------- | ------------------------------------------------------------------- | ------------- | ------------------------------------------------ | ------ | --------- | ------ |
| 01.   | 10       | Peu Madureira     | Só por ela M/T: Diogo Clemente                                      | Portugiesisch | Nur für sie                                      | 10     | 12        | 22     |
| 02.   | 07       | Janeiro           | (sem título) M/T: Janeiro                                           | Portugiesisch | (Kein Titel)                                     | 12     | 04        | 16     |
| 03.   | 05       | Catarina Miranda  | Para sorrir não preciso de nada M: Júlio Resende; T: Camila Ferraro | Portugiesisch | Ich brauche nichts zum Lächeln                   | 08     | 08        | 16     |
| 04.   | 04       | Anabela           | Para te dar abrigo M: Fernando Tordo; T: Tiago Torres da Silva      | Portugiesisch | Um dir Schutz zu geben                           | 03     | 10        | 13     |
| 05.   | 09       | Joana Barra Vaz   | Anda estragar-me os planos M/T: Francisca Cortesão, Afonso Cabral   | Portugiesisch | Lass uns meine Pläne verraten                    | 07     | 01        | 08     |
| 06.   | 06       | Joana Espadim     | Zero a zero M/T: Benjamim                                           | Portugiesisch | Null zu Null                                     | 05     | 02        | 07     |
| 07.   | 02       | Rui David         | Sem medo M/T: Jorge Palma                                           | Portugiesisch | Ohne Angst                                       | 02     | 05        | 07     |
| 08.   | 08       | José Cid          | O som da guitarra é a alma de um povo M/T: José Cid                 | Portugiesisch | Der Klang der Gitarre ist der Geist der Menschen | 01     | 06        | 07     |
| 09.   | 13       | Maria Amaral      | A mesma canção M: Paulo Praça; T:Nuno Miguel Guedes                 | Portugiesisch | Das gleiche Lied                                 | –      | 7         | 07     |
| 10.   | 12       | JP Simões         | Alvoroço M/T: JP Simões                                             | Portugiesisch | Rummel                                           | 06     | –         | 06     |
| 11.   | 03       | Beatriz Pessoa    | Eu te amo M/T: Mallu Magalhães                                      | Portugiesisch | Ich liebe dich                                   | 04     | –         | 04     |
| 11.   | 11       | Rita Dias         | Com gosto amigo M/T: Rita Dias, Filipe Almeida                      | Portugiesisch | Mit meinem guten Freund                          | –      | 03        | 03     |
| 13.   | 01       | Bruno Vasconcelos | Austrália M: Nuno Rafael; T: Samuel Úria                            | Portugiesisch | Australien                                       | –      | –         | 0      |

 Kandidat hat sich für das Finale qualifiziert.

### Zweites Halbfinale
Das zweite Halbfinale fand am 25. Februar 2018, 21:00 Uhr (UTC) im RTP Studio 1 in Lissabon statt. Sónia Araújo und Tânia Ribas de Oliveira moderierten die Sendung. Die vier bestplatzierten Interpreten qualifizierten sich für das Finale. Der Gewinner des zweiten Halbfinals Diogo Piçarra zog seine Teilnahme zwei Tage am 27. Februar 2018 aufgrund mehrerer Plagiatsvorwürfe zurück.
| Platz | Startnr. | Interpret        | Lied Musik (M) und Text (T)                                                     | Sprache       | Übersetzung (inoffiziell) | Punkte | Punkte    | Punkte |
| Platz | Startnr. | Interpret        | Lied Musik (M) und Text (T)                                                     | Sprache       | Übersetzung (inoffiziell) | Jury   | Zuschauer | Gesamt |
| ----- | -------- | ---------------- | ------------------------------------------------------------------------------- | ------------- | ------------------------- | ------ | --------- | ------ |
| 01.   | 04       | Diogo Piçarra 1  | Canção do fim M/T: Diogo Piçarra                                                | Portugiesisch | Das letzte Lied           | 12     | 12        | 24     |
| 02.   | 07       | Cláudia Pascoal  | O jardim M/T: Isaura                                                            | Portugiesisch | Der Garten                | 10     | 10        | 20     |
| 03.   | 01       | Maria Inês Paris | Bandeira azul M: Tito Paris; T: Pierre Aderne                                   | Portugiesisch | Blaue Flagge              | 07     | 05        | 12     |
| 04.   | 08       | Minnie & Rhayra  | Patati patata M/T: Paulo Flores                                                 | Portugiesisch | Patata-Kartoffel          | 04     | 06        | 10     |
| 05.   | 11       | Lili             | O vôo das cegonhas M: Armando Teixeira; T: Lili                                 | Portugiesisch | Der Flug der Störche      | 03     | 07        | 10     |
| 06.   | 05       | David Pessoa     | Amor veloz M: Francisco Rebelo; T: Francisco Rebelo                             | Portugiesisch | Schnelle Liebe            | 05     | 04        | 09     |
| 07.   | 13       | Peter Serrado    | Sunset M/T: Peter Serrado                                                       | Englisch      | Sonnenuntergang           | 01     | 08        | 09     |
| 08.   | 10       | Susana Travassos | A mensageira M/T: Aline Frazão                                                  | Portugiesisch | Der Bote                  | 08     | –         | 08     |
| 09.   | 06       | Tamin            | Sobre nós M: Capicua, Luís Montenegro, João Rodrigues, Sérgio Alves; T: Capicua | Portugiesisch | Über uns                  | 06     | 02        | 08     |
| 10.   | 12       | Daniela Onis     | Para lá do rio M/T: Daniela Onis                                                | Portugiesisch | Über dem Fluss            | 02     | 03        | 05     |
| 11.   | 09       | Rita Ruivo       | Anda daí M: João Afonso; T: José Moz Carrapa                                    | Portugiesisch | Laufe weg                 | –      | 01        | 01     |
| 12.   | 02       | Dora Fidalgo     | Arco-íris M/T: Miguel Ângelo                                                    | Portugiesisch | Regenbogen                | –      | –         | 0      |
| 12.   | 03       | Sequin           | All Over Again M/T: Bruno Cardoso                                               | Englisch      | Alles noch Mal            | –      | –         | 0      |

 Kandidat hat sich für das Finale qualifiziert.

## Finale

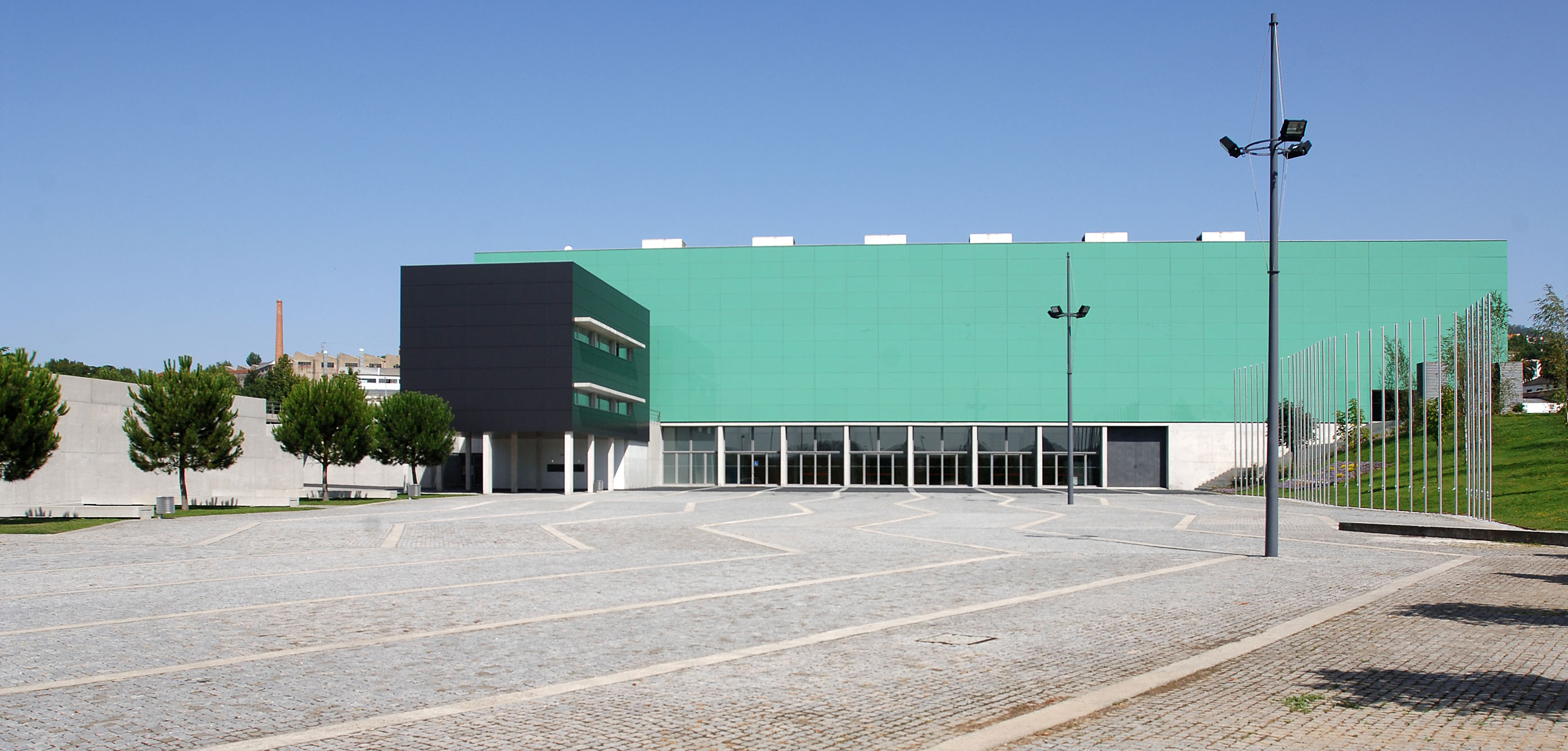
Multiusos de Guimarães Arena

Das Finale fand am 4. März 2018, 21:00 Uhr (UTC) in der Multiusos de Guimarães Arena in Guimarães statt. Filomena Cautela und Pedro Fernandes moderierten die Sendung. Nach dem Jury- und Televoting lagen Claúdia Pascoal und Catarina Miranda jeweils 22 Punkten auf Platz eins und zwei. Claúdia Pascoal gewann die Sendung, da das Televoting bei Punktgleichheit höher bewertet wird.
| Platz | Startnr. | Interpret        | Lied Musik (M) und Text (T)                                         | Sprache       | Übersetzung (inoffiziell)      | Jury                    | Jury                    | Jury                    | Jury                    | Jury                    | Jury                    | Jury                    | Jury                    | Punkte                  | Punkte                  | Punkte                  |                         |
| Platz | Startnr. | Interpret        | Lied Musik (M) und Text (T)                                         | Sprache       | Übersetzung (inoffiziell)      | Norte                   | Centro                  | Lisboa                  | Alentejo                | Algarve                 | Azoren                  | Madeira                 | Gesamt                  | Jury                    | Zuschauer               | Gesamt                  |                         |
| --- | -------- | ---------------- | ------------------------------------------------------------------- | ------------- | ------------------------------ | ----------------------- | ----------------------- | ----------------------- | ----------------------- | ----------------------- | ----------------------- | ----------------------- | ----------------------- | ----------------------- | ----------------------- | ----------------------- | ----------------------- |
| 01. | 13       | Cláudia Pascoal  | O jardim M/T: Isaura                                                | Portugiesisch | Der Garten                     | 10                      | 10                      | 10                      | 10                      | 12                      | 6                       | 5                       | 63                      | 10                      | 12                      | 22                      |                         |
| 02. | 06       | Catarina Miranda | Para sorrir não preciso de nada M: Júlio Resende; T: Camila Ferraro | Portugiesisch | Ich brauche nichts zum Lächeln | 8                       | 12                      | 12                      | 12                      | 8                       | 7                       | 12                      | 71                      | 12                      | 10                      | 22                      |                         |
| 03. | 14       | Peu Madureira    | Só por ela M/T: Diogo Clemente                                      | Portugiesisch | Nur für sie                    | 12                      | 7                       | 6                       | 8                       | 10                      | 5                       | 6                       | 54                      | 08                      | 08                      | 16                      |                         |
| 04. | 10       | Janeiro          | (sem título) M/T: Janeiro                                           | Portugiesisch | (Kein Titel)                   | 7                       | 8                       | –                       | 6                       | 7                       | 12                      | 8                       | 48                      | 06                      | 06                      | 12                      |                         |
| 05. | 01       | Rui David        | Sem medo M/T: Jorge Palma                                           | Portugiesisch | Ohne Angst                     | 3                       | 5                       | 5                       | 2                       | –                       | 3                       | 1                       | 19                      | 04                      | 04                      | 08                      |                         |
| 06. | 12       | Anabela          | Para te dar abrigo M: Fernando Tordo; T: Tiago Torres da Silva      | Portugiesisch | Um dir Schutz zu geben         | –                       | 3                       | 3                       | 3                       | 1                       | –                       | 3                       | 13                      | –                       | 07                      | 07                      |                         |
| 07. | 07       | Joana Barra Vaz  | Anda estragar-me os planos M/T: Francisca Cortesão, Afonso Cabral   | Portugiesisch | Lass uns meine Pläne verraten  | 6                       | 4                       | 8                       | 7                       | 6                       | 10                      | 10                      | 51                      | 07                      | –                       | 07                      |                         |
| 08. | 05       | Lili             | O vôo das cegonhas M: Armando Teixeira; T: Lili                     | Portugiesisch | Der Flug der Störche           | –                       | 2                       | 7                       | 4                       | –                       | 2                       | –                       | 15                      | 01                      | 05                      | 06                      |                         |
| 09. | 04       | Joana Espadim    | Zero a zero M/T: Benjamim                                           | Portugiesisch | Null zu Null                   | 2                       | 1                       | 4                       | –                       | –                       | 8                       | 7                       | 22                      | 05                      | –                       | 05                      |                         |
| 10. | 03       | Peter Serrado    | Sunset M/T: Peter Serrado                                           | Englisch      | Sonnenuntergang                | 1                       | 6                       | –                       | –                       | –                       | –                       | –                       | 07                      | –                       | 03                      | 03                      |                         |
| 11. | 11       | Maria Inês Paris | Bandeira azul M: Tito Paris; T: Pierre Aderne                       | Portugiesisch | Blaue Flagge                   | 4                       | –                       | –                       | 5                       | 4                       | 1                       | 2                       | 16                      | 02                      | 01                      | 03                      |                         |
| 12. | 02       | Susana Travassos | A mensageira M/T: Aline Frazão                                      | Portugiesisch | Der Bote                       | 5                       | –                       | 2                       | 1                       | 3                       | 4                       | 4                       | 19                      | 03                      | –                       | 03                      |                         |
| 13. | 09       | Minnie & Rhayra  | Patati patata M/T: Paulo Flores                                     | Portugiesisch | Patata-Kartoffel               | –                       | –                       | –                       | –                       | 2                       | –                       | –                       | 2                       | –                       | 02                      | 02                      |                         |
| 14. | 08       | David Pessoa     | Amor veloz M>M: Francisco Rebelo; T: Francisco Rebelo               | Portugiesisch | Schnelle Liebe                 | –                       | –                       | 1                       | –                       | 5                       | –                       | –                       | 06                      | –                       | –                       | 0                       |                         |
| – | 02       | Diogo Piçarra    | Canção do fim M/T: Diogo Piçarra                                    | Portugiesisch | Das letzte Lied                | Teilnahme zurückgezogen | Teilnahme zurückgezogen | Teilnahme zurückgezogen | Teilnahme zurückgezogen | Teilnahme zurückgezogen | Teilnahme zurückgezogen | Teilnahme zurückgezogen | Teilnahme zurückgezogen | Teilnahme zurückgezogen | Teilnahme zurückgezogen | Teilnahme zurückgezogen | Teilnahme zurückgezogen |
| Jury-Punktesprecher |          |                  |                                                                     |               |                                |                         |                         |                         |                         |                         |                         |                         |                         |                         |                         |                         |                         |
| - Norte – Valter Hugo Mãe - Centro – David Fonseca - Lisboa – Marta Hugon - Alentejo – Adelino Faria - Algarve – Vivianne - Azoren – Tiago Ribeiro - Madeira – Joana Machado |          |                  |                                                                     |               |                                |                         |                         |                         |                         |                         |                         |                         |                         |                         |                         |                         |                         |

## Quoten
Das Festival da Canção 2018 konnte im Vergleich zum Vorjahr deutlich bessere Einschaltquoten erreichen. Jede Sendung erreichte mindestens 500.000 Zuschauer.
| Sendung            | Zuschauer | Marktanteil | Marktanteil |
| Sendung            | Zuschauer | Gesamt      | Sender      |
| ------------------ | --------- | ----------- | ----------- |
| Erstes Halbfinale  | 749.800   | 7,7 %       | 17,7 %      |
| Zweites Halbfinale | 593.800   | 6,1 %       | 13,4 %      |
| Finale             | 912.000   | 9,4 %       | 22,1 %      |